# Adelina Covián
Adelina Covián (n. Oviedo) es una pintora asturiana cuya obra refleja un mensaje de amor y optimismo a través de paisajes en los que destacan los colores intensos. Su primera exposición fue en Madrid en 1964, habiendo expuesto en solitario también en San Sebastián, Barcelona, Oviedo, Torremolinos, París o Gijón y en exposiciones colectivas en España y en el extranjero.

## Página web de Adelina ternos
- Covián:

- Datos: Q5657532